# Grabmal Raffaels

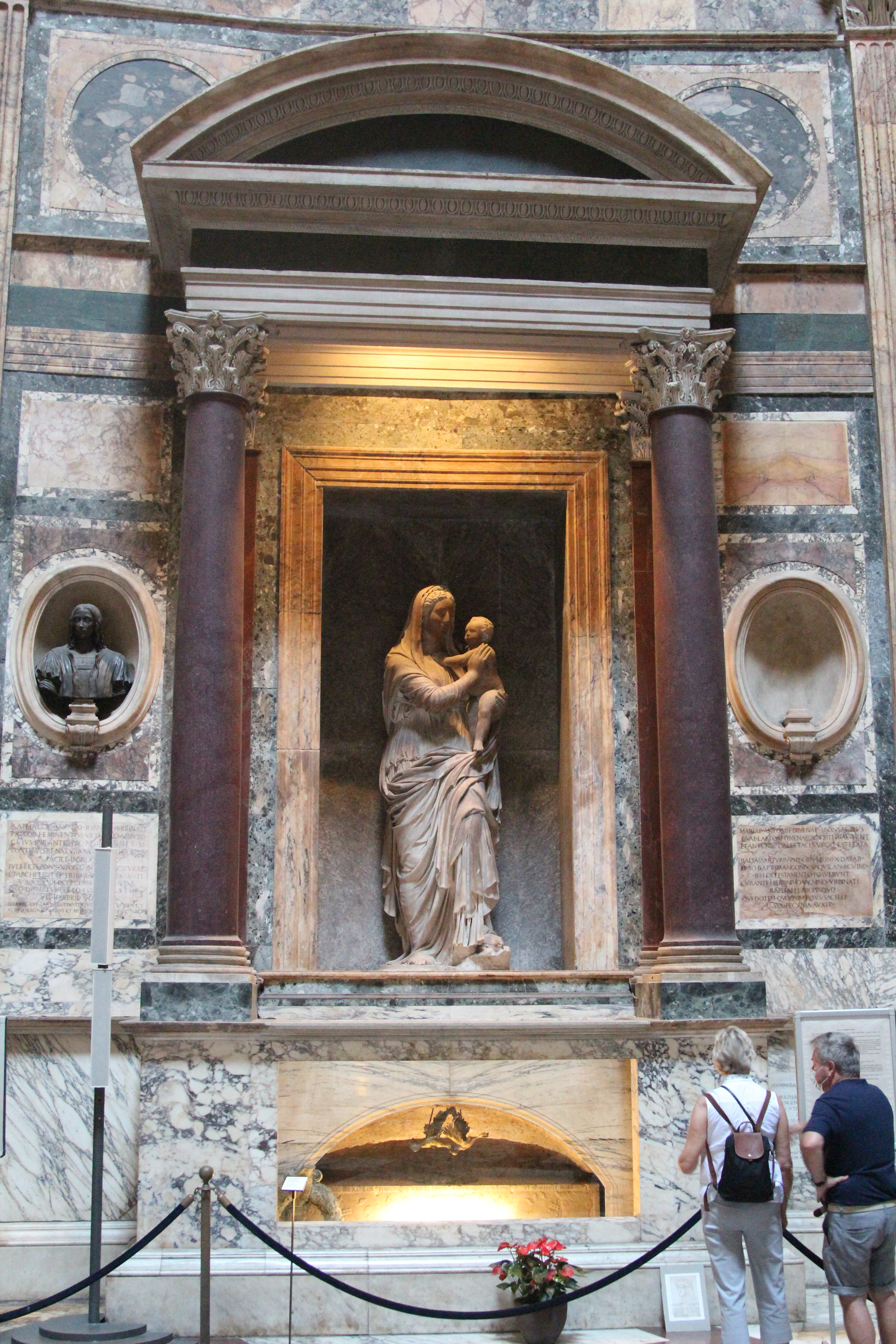
Grabmal Raffaels im Pantheon mit der Madonna del Sasso, den beiden Inschriftentafeln links und rechts davon und dem Sarkophag darunter

Das Grabmal des Künstlers Raffael befindet sich im Pantheon, einem antiken Tempel in Rom, der zur Zeit der Beisetzung als Kirche diente. Der Maler und Architekt Raffael, einer der bedeutendsten Künstler der Hochrenaissance, starb 1520 im Alter von 37 Jahren, wobei die genaue Todesursache umstritten ist.
Raffael wurde auf eigenen Wunsch durch Papst Leo X. im Pantheon bestattet, das seit etwa 600 n. Chr. zur Kirche Santa Maria ad Martyres umgeweiht war. Zur Grablege diente ein Hohlraum an der Kirchenwand, der durch die Einziehung einer zusätzlichen Mauer entstand. Das Grab wurde gemäß einer testamentarischen Verfügung Raffaels mit einer Marmorstatue der heiligen Jungfrau geschmückt, die von Lorenzetto ausgeführt wurde und vom Volk unter dem Namen Madonna del Sasso als wundertätig verehrt wird. Das Grabmal selbst geriet jedoch in den Jahrhunderten nach seinem Tod in Vergessenheit und wurde erst 1833 unter Papst Gregor XVI. wiederentdeckt. Gregor sorgte für eine repräsentative Neubestattung und stiftete einen antiken Sarkophag, der nun für Raffael wiederverwendet wurde. Die Madonna del Sasso wurde auf einem Altar über dem neuen Grabgewölbe angebracht. Der Graböffnung wurde 1836 mit einem Gemälde von Francesco Diofebi gedacht.

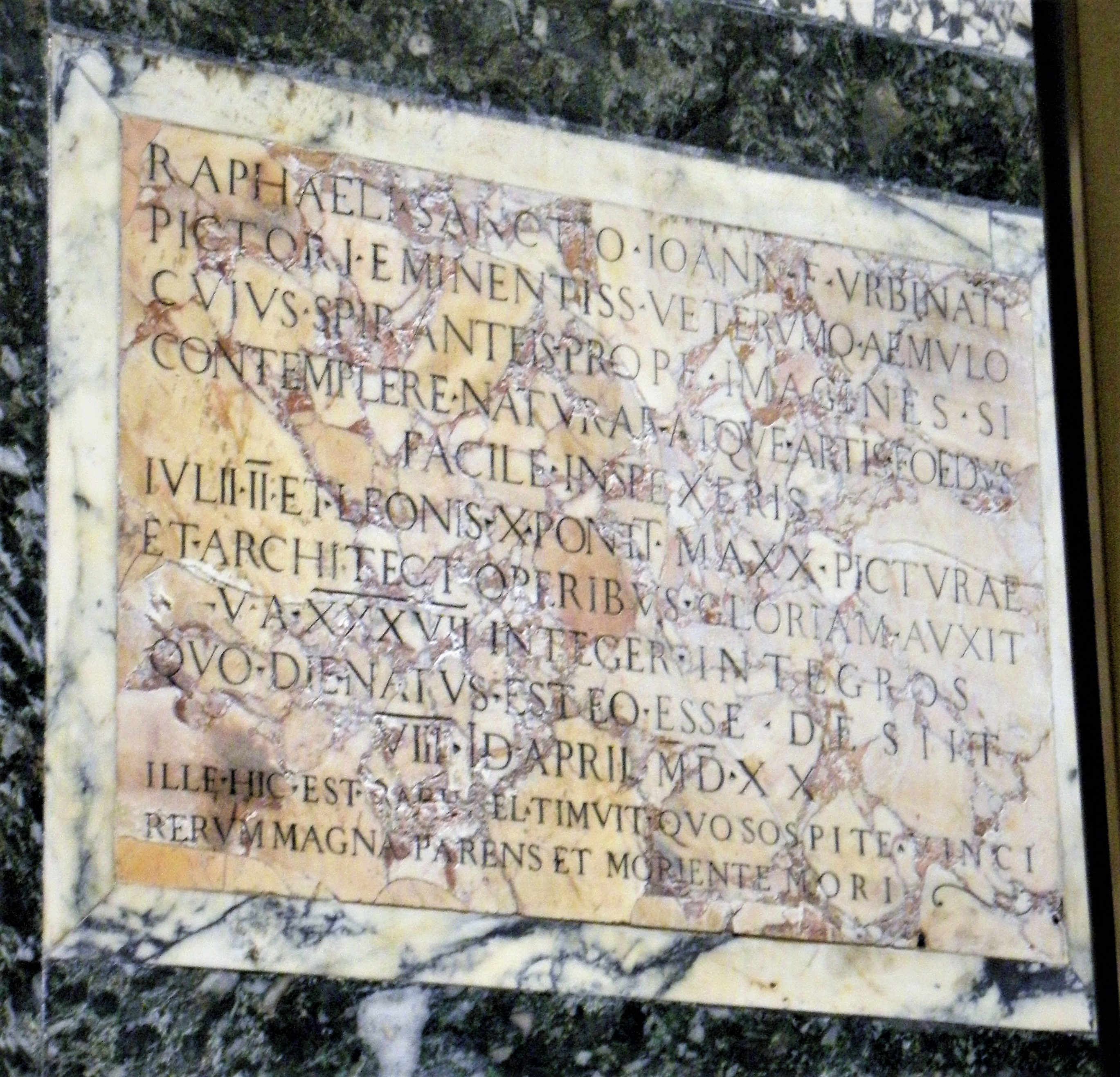
Grabinschrift des Humanisten Pietro Bembo für Raffael

Die lateinische Grabinschrift Raffaels, die der venezianische Humanist Pietro Bembo für ihn verfasst hatte, befindet sich nun in die Wand eingelassen links oberhalb des Sarkophags. Die zwei Schlusszeilen der Inschrift, die ein elegisches Distichon bilden, wurden 1833 zusätzlich noch einmal auf dem antiken Sarkophag angebracht, ergänzt um eine sachliche Information zur Neubestattung durch Gregor XVI. Das Distichon lautet:
Ille hic est Raphael, timuit quo sospite vinci,

Rerum magna parens et moriente mori.
In wörtlicher Übersetzung: Hier ist jener Raffael, von dem die große Mutter der Dinge [= die Natur] fürchtete, übertroffen zu werden, solange er lebte, und zu sterben, als er starb.
Eine metrische Übersetzung findet sich bei Hermann Knackfuß: 
Hier ist Raffael: er, bei dessen Leben Besiegung,

Bei dessen Tode den Tod fürchtete Mutter Natur.
Auch Wilhelm Smets übersetzte Bembos Distichon, schrieb aber auch ein eigenes Distichon:
Raphaels Grab

Schlicht nur bezeichnet ein Stein uns die Stätte, wo Raphael ruhet;

Drüber zum Grabdenkmal wölbt sich des Pantheons Dom.
Rechts oberhalb des Grabmals befindet sich eine dritte Grabinschrift, die jedoch nicht Raffael selbst gilt, sondern seiner kurz vor ihm verstorbenen Verlobten Maria da Bibbiena. Eine vierte Inschrift, die sich rechts des Grabmals in einer Nische befindet, stammt aus dem Jahr 1833 und berichtet in überschwänglicher Sprache von der Wiederauffindung des ursprünglichen Grabes nach langer Suche und von der Neubestattung Raffaels.